# Albert Victor Bäcklund
Albert Victor Bäcklund (1845-1922) va ser un matemàtic i físic suec.
Va fer els seus estudis secundaris a Helsingborg. Va ingressar en la universitat de Lund amb setze anys i es va dedicar a les ciències. Encoratjat pel seu professor d'astronomia, Axel Möller, que el 1864 el va nomenar assistent seu al observatori astronòmic de Lund, va obtenir el doctorat el 1868 amb una tesi sobre les coordenades d'aquest observatori. El 1869 va ser nomenat docent de geometria a la universitat de Lund, on faria tota la seva carrera acadèmica. Influït per l'obra de Sophus Lie, fixa la seva atenció en les matemàtiques. El 1874 obté una borsa d'estudis i està un semestre a Alemanya, la major part del temps a Leipzig i a Erlangen on té ocasió d'estudiar amb Klein i Lindemann. El 1878 és nomenat catedràtic de mecànica i física matemàtica i el 1900 catedràtic de física. Va ser rector de la universitat de Lund entre 1907 i 1909. Es va retirar el 1910, tot i que va seguir fent treball de recerca.
Bäcklund és recordat, sobre tot, pel que avui coneixem com les transformacions de Backlund: entre 1875 i 1882 va publicar una sèrie d'articles sobre les transformacions de les equacions diferencials parcials no lineals que van tenir una influència notable en la teoria dels solitons.

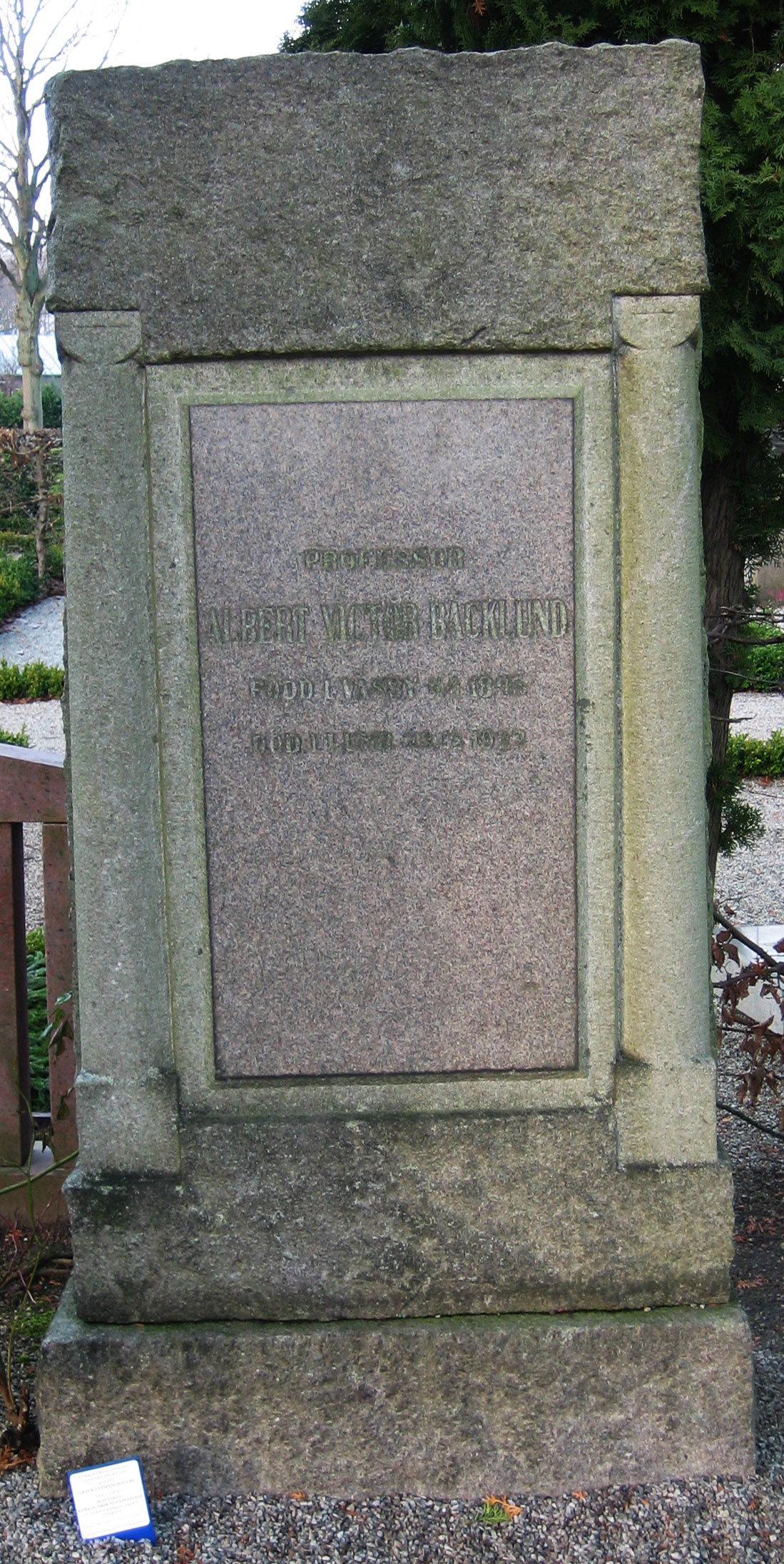
Sepultura de Bäcklund al Cementiri del Nord de Lund.